# Lista do Patrimônio Mundial em San Marino
A Organização das Nações Unidas para a Educação, a Ciência e a Cultura (UNESCO) propôs um plano de proteção aos bens culturais do mundo, através do Comité sobre a Proteção do Património Mundial Cultural e Natural, aprovado em 1972. Esta é uma lista do Patrimônio Mundial existente em San Marino, especificamente classificada pela UNESCO e elaborada de acordo com dez principais critérios cujos pontos são julgados por especialistas na área. San Marino ratificou a convenção em 18 de outubro de 1991, tornando seus locais históricos elegíveis para inclusão na lista.
O sítio Centro Histórico de San Marino e Monte Titano foi o primeiro local de San Marino incluído na lista do Patrimônio Mundial da UNESCO por ocasião da 32.ª Sessão do Comitê do Património Mundial, realizada em Quebec (Canadá) em 2008. Desde então, San Marino conta com apenas este sítio classificado como Patrimônio da Humanidade, sendo este de classificação Cultural. 

## Bens culturais e naturais
San Marino conta atualmente com os seguintes lugares declarados como Patrimônio da Humanidade pela UNESCO:
| | Centro Histórico de San Marino e Monte Titano |
| Bem cultural inscrito em 2008. |                                               |
| Localização: San Marino |                                               |
| O sítio cobre 55 hectares e inclui o Monte Titano e o centro histórico da cidade, que remonta à fundação da república como cidade-estado no século XIII. San Marino está inscrito na Lista do Património Mundial como testemunho da continuidade de uma república livre desde a Idade Média. A área inscrita inclui fortificações, torres, muralhas, portões e bastiões, bem como uma basílica neoclássica do século XIX, conventos dos séculos XIV e XVI, o Palazzo Publico do século XIX e o Teatro Titano do século XVIII. A propriedade representa um centro histórico ainda habitado que preserva todas as suas funções institucionais. Graças à sua localização no topo do Monte Titano, a área não foi afetada pelas transformações urbanas que ocorreram desde o início da era industrial até os dias atuais. (UNESCO/BPI) |                                               |

## Lista Indicativa
Em adição aos sítios inscritos na Lista do Patrimônio Mundial, os Estados-membros podem manter uma lista de sítios que pretendam nomear para a Lista de Patrimônio Mundial, sendo somente aceitas as candidaturas de locais que já constarem desta lista. Desde 2021, San Marino não apresenta locais em sua Lista Indicativa.